# Альбінув-Дужи
Альбінув-Дужи (пол. Albinów Duży) — село в Польщі, у гміні Горай Білґорайського повіту Люблінського воєводства.
Населення — 66 осіб (2011).
У 1975-1998 роках село належало до Замойського воєводства.

## Демографія
Демографічна структура станом на 31 березня 2011 року:
|          | Загалом | Допрацездатний вік | Працездатний вік | Постпрацездатний вік |
| -------- | ------- | ------------------ | ---------------- | -------------------- |
| Чоловіки | 36      | 5                  | 25               | 6                    |
| Жінки    | 30      | 4                  | 16               | 10                   |
| Разом    | 66      | 9                  | 41               | 16                   |